# Деревик (ручей)
Деревик — река (ручей) в Старорусском районе Новгородской области России. Принадлежит к бассейну озера Ильмень. Длина ручья составляет 11 км.
Берёт начало в 2 километрах к юго-востоку от деревни Николаевка Шимского района. Течёт в целом на северо-восток, протекает через деревню Деревик и впадает в Псижу. Устье водотока находится 22 км по левому берегу реки Псижа. Высота устья — ниже 40 метров над уровнем моря.
Код водного объекта в государственном водном реестре — 01040200512202000024294.